# Força de Defesa da Nova Zelândia
A Força de Defesa da Nova Zelândia (New Zealand Defence Force, ou NZDF; em maori:  Te Ope Kātua o Aotearoa) é composto por três serviços: o Exército, a Marinha  e a Força Aérea. O Comandante Chefe da NZDF é o Governador Geral da Nova Zelândia. Judith Collins é quem exerce o poder sobre o conselho do Ministério da Defesa, ao abrigo da Lei de Defesa de 1990. O comandante e Chefe da NZDF é o Chefe da Força de Defesa (CDF), marechal-do-ar Kevin Short.
As Forças Armadas da Nova Zelândia tem três objetivos na política de defesa, para defender contra ameaças da Nova Zelândia de baixo nível, contribuir para a segurança regional e desempenhar um papel nos esforços de segurança global. A Nova Zelândia considera que a sua própria defesa nacional precisa ter modéstia, devido ao seu isolamento geográfico e as relações com os vizinhos benigna. Em setembro de 2008, cerca de 600 funcionários da NZDF servem no exterior, no Pacífico Sul, Ásia e regiões do Oriente Médio.
Atualmente, cerca as forças armadas neo-zelandesas possuem 8 620 militares em suas fileiras.